# Vesle
Vesle é um rio localizado na França.